# Nototriche dissecta
Nototriche dissecta là một loài thực vật có hoa trong họ Cẩm quỳ. Loài này được Hill mô tả khoa học đầu tiên năm 1909.